# Carlos Girón

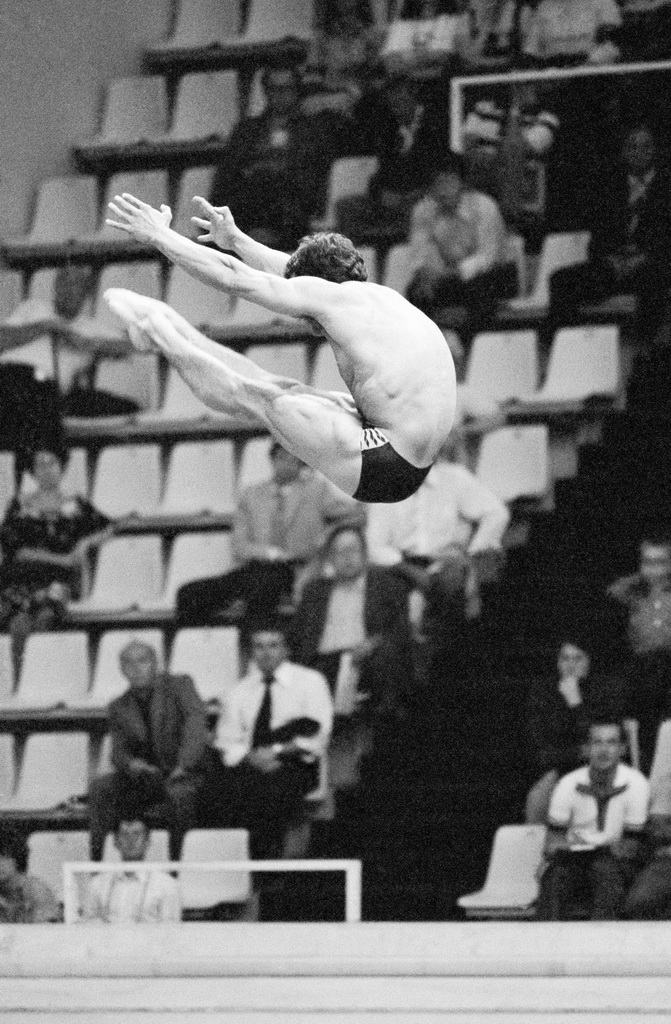
Carlos Girón (1980)

Carlos Armando Girón Gutiérrez (* 3. November 1954 in Mexicali; † 13. Januar 2020 in Mexiko-Stadt) war ein mexikanischer Wasserspringer, der bei vier Olympischen Spielen antrat und eine Silbermedaille gewann. 1975 siegte er bei den Panamerikanischen Spielen vor heimischem Publikum.
Carlos Girón debütierte bei den Olympischen Spielen 1972; er belegte den neunten Platz im Kunstspringen und den achten Platz vom Turm. Bei den Panamerikanischen Spielen 1975 in Mexiko-Stadt sprang Girón vom Drei-Meter-Brett auf den dritten Platz hinter den US-Amerikanern Tim Moore und Phil Boggs; vom Zehn-Meter-Turm siegte Girón vor Tim Moore und Kent Vosler, beide USA, und gewann damit seinen wichtigsten Titel. Im Jahr darauf bei den Olympischen Spielen 1976 erreichte Girón den siebten Platz vom Brett und erneut den achten Platz vom Turm.
Bei den Panamerikanischen Spielen 1979 in San Juan dominierte der US-Amerikaner Greg Louganis das Wasserspringen. Er gewann beide Wettbewerbe mit deutlichem Vorsprung; vom Brett gewann Girón Bronze hinter Phil Boggs, am Turm erhielt Girón Silber, nachdem er am Ende einen Punkt Vorsprung auf Boggs hatte. Bei den Olympischen Spielen 1980 fehlten Louganis und Boggs wegen des Olympiaboykotts. Ins Finale vom Drei-Meter-Brett ging Girón als Führender, hatte allerdings nur 0,92 Punkte Vorsprung vor dem sowjetischen Springer Alexander Portnow. Im Finale hatte der weitgehend unbekannte Portnow letztlich die besseren Nerven und gewann am Ende Gold mit fast dreizehn Punkten Vorsprung auf Girón, der seinerseits über zwanzig Punkte Vorsprung auf Franco Cagnotto hatte. Das Finale vom Turm erreichten je drei Springer aus der Sowjetunion und der DDR, der Österreicher Niki Stajković und Carlos Girón vertraten den Rest der Welt. Während Stajkovic den achten und letzten Platz im Finale belegte, konnte sich Girón vom fünften Platz im Vorkampf um einen Platz verbessern, hatte aber über sieben Punkte Rückstand auf die Bronzemedaille.
Vier Jahre später bei den Olympischen Spielen 1984 in Los Angeles qualifizierten sich nicht mehr acht, sondern zwölf Springer für das Finale. Carlos Girón erreichte im Kunstspringen noch einmal das Finale und belegte den zwölften Platz.
Girón starb im Januar 2020 im Alter von 65 Jahren in Mexiko-Stadt.